# Maisons des Quais (Périgueux)

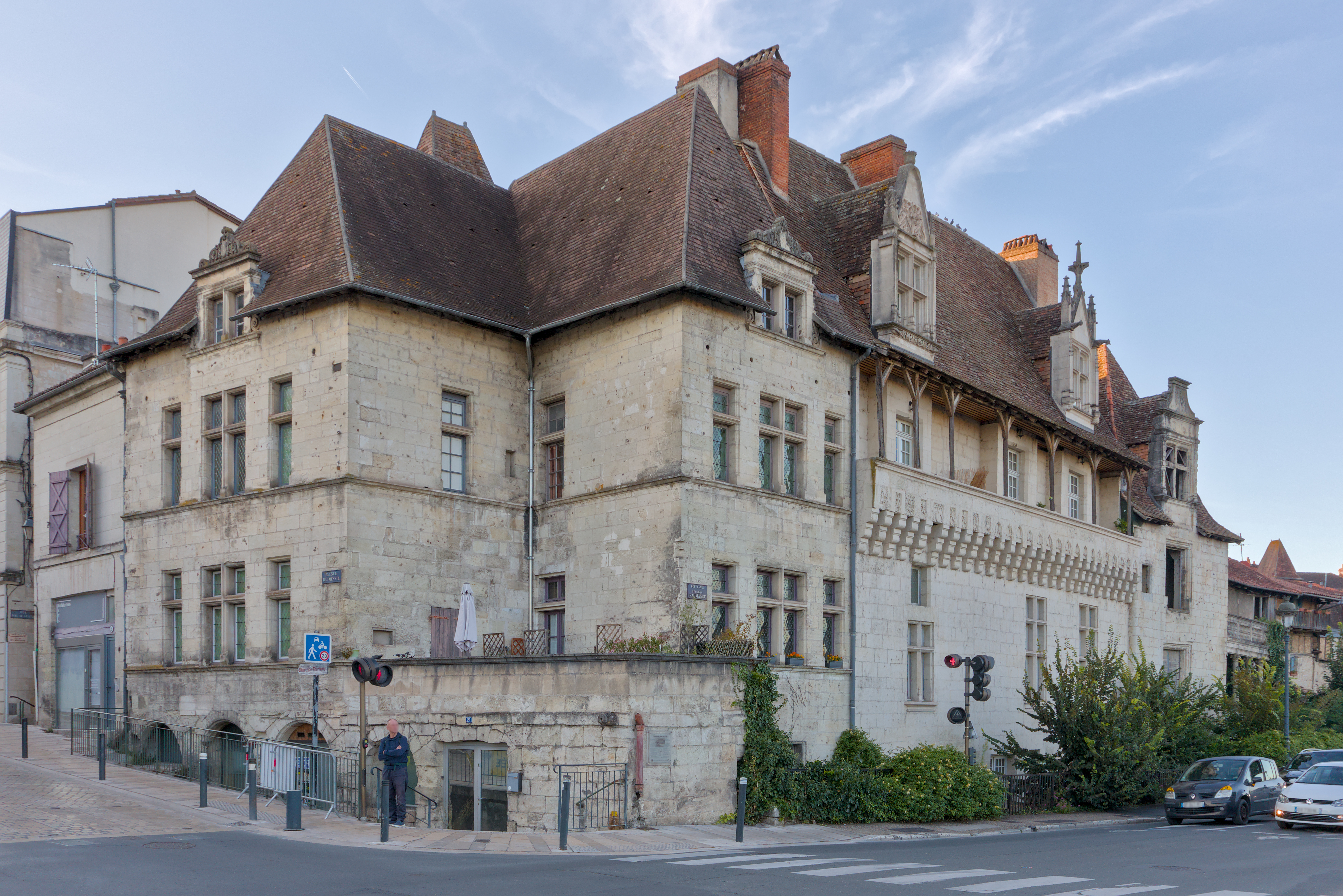
Les maisons des Quais.

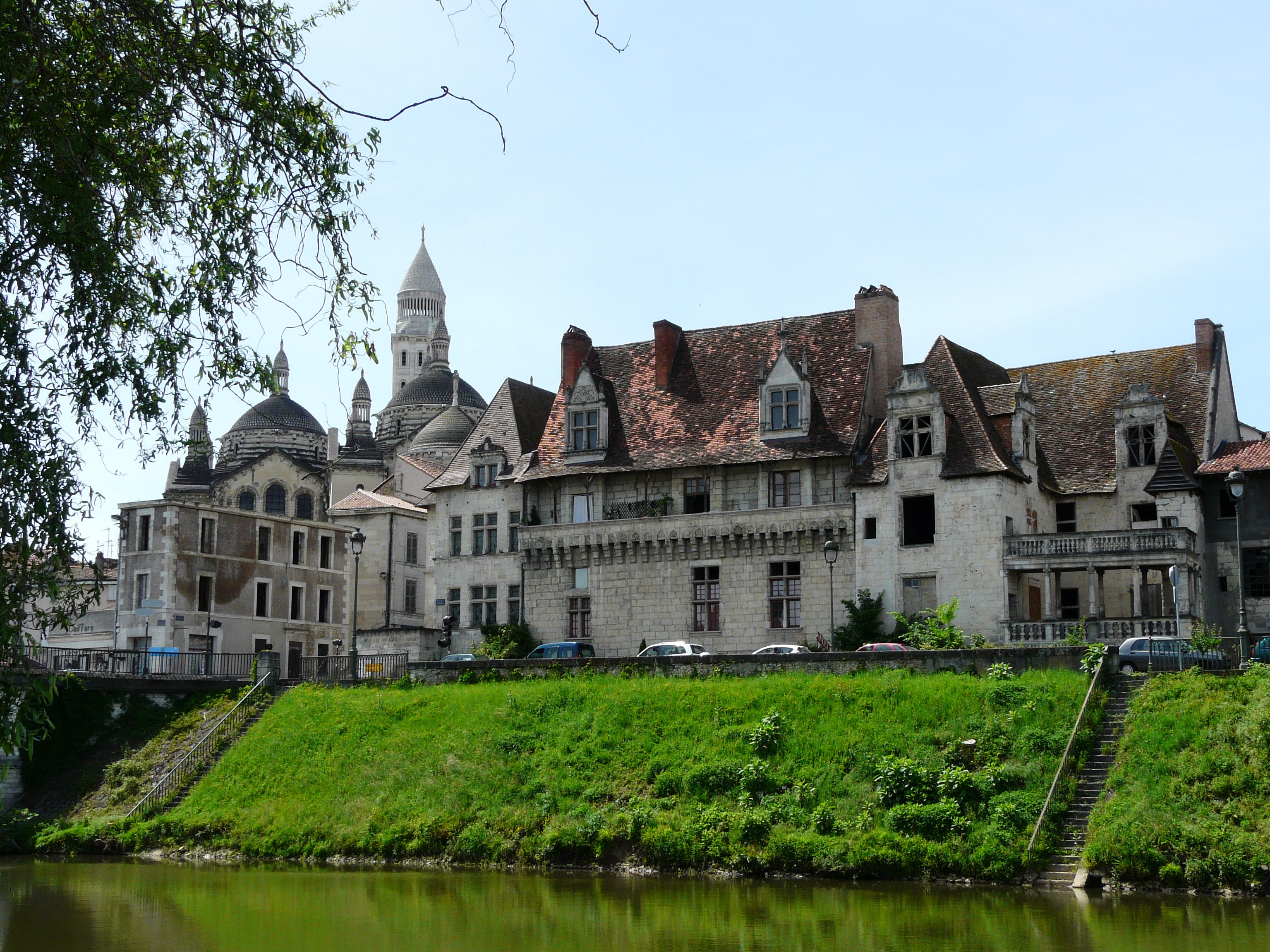
Les maisons des Quais vu depuis la rive opposée.

Les maisons des Quais forment un ensemble architectural remarquable situé à Périgueux, dans le département de la Dordogne, en France. Il se compose de trois maisons attenantes situées en rive droite de l'Isle.

## Présentation
En rive droite de l'Isle à Périgueux, à 50 mètres de la cathédrale Saint-Front, au carrefour situé à l'angle de l'avenue Daumesnil et du boulevard Georges-Saumande se situe l'Hôtel Salleton qui date de la fin Renaissance. En remontant le long de l'Isle, la maison suivante avec ses mâchicoulis est la maison des Consuls du XVe siècle. La dernière, ornée d'une galerie, est la maison Lambert, aussi appelée maison des Colonnes, également de style Renaissance.
La première est inscrite au titre des monuments historiques et les deux autres y sont classées,.
Leur accès pouvait s'effectuer directement depuis l'Isle jusqu'aux années 1860 qui ont vu l'édification de la route impériale 21 de Paris à Barèges (actuel boulevard Georges-Saumande).
En continuant le boulevard Georges-Saumande après la maison Lambert se trouvent deux immeubles médiévaux aux numéros 19 et 20. Celui du 19, avec torchis et colombages, est inscrit au titre des monuments historiques et a subi un incendie en décembre 2015,.
En 2016, la maison des Consuls a été transformée en onze logements de standing. Des travaux d'ampleur sont prévus en 2023 pour restaurer la maison Lambert et les deux immeubles suivants, aux 18 et 19 du boulevard Georges-Saumande, afin là aussi de créer onze appartements.

## Art
Les maisons des Quais ont été représentées en 1835 par Jules Coignet sur une huile sur papier dénommée Les Maisons du bord de l'Isle, sur laquelle la cathédrale Saint-Front est, de façon surprenante, absente. Cette œuvre est conservée au musée d'Art et d'Archéologie du Périgord,.